# 神龍賭聖之旗開得勝
《神龍賭聖之旗開得勝》是一部1994年上映的香港賀歲片，由彭綺華執導，梁朝偉、梁家輝、曾志偉、鄭伊健、吳君如等主演。

## 簡介
此片主要講述賭神之子沙三少和賭霸傳人任天仇為爭奪至尊賭皇而進行一場至尊賭皇大賽和一些趣事。

## 角色
| 演員   | 角色                                                                                          | 粵語配音 | 備註 |
| 梁朝偉 | 沙三少                                                                                        | 陳永信   | 本片主角 賭神之子 沙露露之夫 開頭敗於任天仇 被妻子請許文龍來幫自己打敗任天仇 最後擊敗任天仇，並和他和好         |
| 曾志偉 | 細梅姐                                                                                        | 馮永和   | 沙家女僕 所託與許文龍一模一樣的男子冒認怪俠一枝梅 真正身份為怪俠一枝梅及沙三少的生母                            |
| 鄭伊健 | 任天仇                                                                                        | 陳欣     | 賭霸傳人 心狠手辣，得知許文龍和自己的鸚鵡勾結后把其打死 開頭擊敗沙三少令其心灰意冷 最後被他擊敗，並和沙三少和好 |
| 梁家輝 | 許文龍                                                                                        | 朱子聰   | 被稱為「中國賭聖」的江湖騙子 被沙三少妻子請來幫其打敗任天仇 後來在沙三少的吸星大法下消失                        |
| 梁家輝 | 容貌與許文龍一模一樣的男子，懂得與各種動物溝通 受細梅姐所託，冒認怪俠一枝梅，擔任許文龍的保鑣 | 朱子聰   | |
| 吳君如 | 沙露露                                                                                        | 吳君如   | 沙三少之妻 請來許文龍讓沙三少可以打敗任天仇                                                                     |
| 陳加玲 | 沙三少妹妹                                                                                    |          | |
| 歐瑾   | 沙三少妹妹                                                                                    |          | |
| 麥家琪 | 紫青                                                                                          |          | 任天仇部下，敗於怪俠一枝梅（細梅姐）                                                                            |
| 盧雄   |                                                                                               | 盧雄     | 客串 |

## 評價
此電影雖然票房成功，但評價不是太好。

## 外部連結
- 香港影庫上《神龍賭聖之旗開得勝》的資料（繁體中文）
- 開眼電影網上《神龍賭聖之旗開得勝》的資料（繁體中文）
- 豆瓣电影上《神龍賭聖之旗開得勝》的資料 （简体中文）
- 时光网上《神龍賭聖之旗開得勝》的資料（简体中文）
- 爛番茄上《神龍賭聖之旗開得勝》的資料（英文）
- 互联网电影数据库（IMDb）上《神龍賭聖之旗開得勝》的资料（英文）